# Andrzej Ekiert
Andrzej Ekiert (ur. 10 sierpnia 1946 w Chrzanowie) – polski oficer, generał broni Wojska Polskiego.
W latach 1960–1964 był uczniem Liceum Ogólnokształcącego im. Stanisława Staszica w Chrzanowie, a w latach 1964–1967 był podchorążym Oficerskiej Szkoły Wojsk Zmechanizowanych im. Tadeusza Kościuszki we Wrocławiu. Po ukończeniu szkoły oficerskiej pełnił służbę w 1 pułku zabezpieczenia na stanowiskach: dowódcy plutonu regulacji, starszego pomocnika szefa sztabu batalionu i szefa sztabu batalionu. W latach 1973–1976 był słuchaczem Akademii Sztabu Generalnego im. gen. broni Karola Świerczewskiego w Rembertowie. Jest żonaty, ma dwoje dzieci.

## Przebieg służby
- 1976 – 1979 – starszy oficer operacyjny Oddziału Gotowości Bojowej – Główny Inspektorat Szkolenia;
- 1976 – starszy oficer operacyjny Oddziału Szkolenia Operacyjnego – Główny Inspektorat Szkolenia;
- 1979 – 1980 – szef sztabu – zastępca dowódcy – 55 pułk zmechanizowany;
- 1980 – 1984 – dowódca – 28 pułk zmechanizowany w Kołobrzegu;
- 1984 – 1986 – szef sztabu – zastępca dowódcy – 20 Warszawska Dywizja Pancerna w Szczecinku;

W latach 1986 – 1988 był słuchaczem Wojskowej Akademii Sztabu Generalnego Sił Zbrojnych ZSRR im. K. J. Woroszyłowa w Moskwie.
- 1988 – 1988 – zastępca szefa Oddziału Planowania Ogólnego – Sztab Generalny Wojska Polskiego w Warszawie;
- 1988 – szef Oddziału Planowania Ogólnego – Sztab Generalny Wojska Polskiego w Warszawie;
- 1989 – 1990 – zastępca szefa Zarządu Operacyjnego – Sztab Generalny Wojska Polskiego w Warszawie;
- 1991 – 1994 – dowódca – 12 Dywizja Zmechanizowana w Szczecinie[1];
- 1994 – 1999 – szef Zarządu Mobilizacji i Uzupełnień – Sztab Generalny Wojska Polskiego w Warszawie;
- 1997 – 1999 – szef – Misja Polska do Komisji Nadzorczej Państw Neutralnych w Korei w Panmundżom (Korea);
- 1999 – szef Zarząd Programowania Szkolenia Sił Zbrojnych – Sztab Generalny Wojska Polskiego w Warszawie;
- 1999 – 2002 – asystent szefa sztabu ds. operacyjnych – Połączony Sztab Wojsk Lądowych NATO Europy Centralnej (ACOS) w Heidelberg, Niemcy[2];
- 2002 – szef Generalnego Zarządu Rozpoznania Wojskowego – Sztab Generalny Wojska Polskiego w Warszawie;
- 2002 – 2004 – szef – Misja Polska do Komisji Nadzorczej Państw Neutralnych w Korei w Panmundżom (Korea);
- 2004 – 2005 – dowódca – III zmiana Wielonarodowej Dywizji Centrum-Południe/Polskiego Kontyngentu Wojskowego w Iraku;
- 2005 – 2006 – zastępca dowódcy Wojsk Lądowych w Dowództwie Wojsk Lądowych w Warszawie

## Awanse
- podporucznik – 1967
- porucznik – 1970
- kapitan – 1974
- major – 1977
- podpułkownik – 1981
- pułkownik – 1985
- generał brygady – 1992
- generał dywizji – 2003[3]
- generał broni – 2005[4]

## Ordery i odznaczenia
- Krzyż Komandorski Orderu Odrodzenia Polski (2005)[5]
- Krzyż Oficerski Orderu Odrodzenia Polski (2002)[6]
- Odznaka Honorowa "Husarz Polski"[7]
- Złoty Krzyż Zasługi
- Medal „Za zasługi dla obronności kraju” - złoty
- Medal "Siły Zbrojne w Służbie Ojczyzny" - złoty